# Florentinus Hällzon
Fritz Leontinus Florentinus Hällzon, född 28 september 1886 i Lerbäcks församling i Örebro län, död 4 juni 1969 i Längbro församling i Örebro, var en svensk redaktör, förläggare och författare. Han skrev sig ofta Fl. Hällzon men gav också ut böcker under pseudonymen Fritz Hörning. Han var ansvarig utgivare för Hemmets vän från 1921 till 1962.
Florentinus Hällzon genomgick missionsskola 1909–1912. Han var predikant i Mustadfors 1912–1916 samt i Asphyttan och Lungsund 1916–1918. Han var redaktör i Kristinehamn 1918–1919, vid Smålands-Tidningen i Eksjö 1919–1921. Hällzon drev eget tidnings- och bokförlag från 1921 i Örebro. Han var redaktör och ansvarig utgivare av veckotidningen Hemmets vän och Värmlands Veckotidning, månadstidningarna Svenska Tribunen, Ande och Liv och Reflex samt kvartalstidningen Läs. Han var innehavare av tryckeri- och förlagsfirman Evangeliipress.
Florentinus Hällzon var son till Johan och Lovisa Hällzon samt bror till pastorn och författaren Linus Hellzon. Florentinus Hällzon gifte sig 1915 med Alvida Andersson (1890–1972) och hade barnen Margareta (1916–2008), Ingemar (1918–2002), Sune (1920–1994), Vidar (född 1922), Leif (1925–2008), Stig (1927–2025), Eivor (född 1930) Britt (född 1933) och Karin (född 1936). Genom sonen Sune var Florentinus farfar till Åke Hällzon som är nuvarande publisher och ägare av Hemmets vän.
Makarna Hällzon är gravsatta på Längbro kyrkogård i Örebro.